# Uí Liatháin
Uí Liatháin fue una familia real y antiguo reino de Munster en el sur de Irlanda. Estaban emparentados con los Uí Fidgenti, y ambos están considerados conjuntamente en las fuentes más antiguas, por ejemplo La expulsión de los Déisi. Se han atribuido orígenes diversos a ambos, como proto-Eóganachta o como Érainn o Dáirine por los diferentes eruditos no han conseguido llegar a un acuerdo acerca del tema. Es totalmente posible que hayan sido el producto de una combinación de linajes de ambas estirpes reales, o incluso que provengan de un origen totalmente diferente.
Eochu Liathán ("Eochu el gris"), hijo de Dáire Cerbba, es el antepasado epónimo de los Uí Liatháin.
La pequeña población de Castlelyons (Caisleán Ó Liatháin) en el este del condado de Cork preserva el nombre de uno de sus últimas sedes reales en la Alta Edad Media.
Las dos ramas más poderosas de los Uí Liatháin fueron los Uí Meic Caille (incluyendo Uí Anmchada) y los Uí Thassaig (más tarde conocidos como Uí Meic Tire). Tras la invasión normanda, los Uí Meic Caille dieron su nombre a la baronía de Imokilly.

## Carrera en Gran Bretaña
Se sabe, por fuentes irlandesas y británicas, respectivamente el Sanas Cormaic y la Historia Brittonum,  que los Uí Liatháin tuvieron colonias en Gales y Cornualles. Según la Historia Brittonum fueron expulsados de Gales del norte por Cunedda y sus hijos.
Junto a los Uí Liatháin en esta región de Gran Bretaña eran una fuerza significativa los conocidos como Déisi, cuya historia se narra en la famosa La expulsión de los Déisi ya mencionada, así como una población más pequeña de Laigin. No hay una conexión específica entre ambos, pero no se puede descartar la colaboración entre ambos, especialmente en asuntos comerciales, incluyendo el tráfico de esclavos. Los Déisi Muman eran sus vecinos en el Condado de Waterford y los Laigin podían ser encontrados no mucho más al este, en el Reino de Leinster.
Los Uí Liatháin pueden, no obstante, asociarse fácilmente con Crimthann mac Fidaig, Rey legendario de Munster y Rey Supremo dominante de Irlanda en el siglo IV. Son mencionados no solo en el mismo pasaje del Sanas Cormaic, sino que se pueden encontrar relaciones cercanas en todos los manuscritos genealógicos más antiguos.
En un trabajo de 1926, Eoin MacNeill habla extensamente de los movimientos de los Uí Liatháin en longitud considerable, su liderazgo en las conquistas irlandesas del sur y su fundación de la dinastía posterior de Brycheiniog, figuras en las genealogías galesas que emparejan Uí Liatháin dinastas en las genealogías irlandesas. Argumenta cualquier poblamiento posible del Déisi habría sido subordina hasta el desbancando del Uí Liatháin por los hijos de Cunedda. El fundador de Brycheiniog, Brychan, es en toda probabilidad el dinasta temprano Macc Brocc (para quien ver abajo), mientras el nombre Braccan también ocurre temprano en los pedigrís del Uí Fidgenti y Uí Dedaid, parentela cercana del Uí Liatháin. MacNeill Más allá asocia esto con la soberanía en Irlanda y conquistas en Gran Bretaña de su primo germane, el monarca Crimthann mac Fidaig.

## Relaciones
Bressal mac Ailello Thassaig fue un antiguo rey de Munster según una fuente. Su hermana Angias era la reina de Lóegaire mac Néill, Rey Supremo de Irlanda, y madre de Lugaid mac Lóegairi, que más tarde se convertiría también en Rey Supremo pese al deseo inicial de San Patricio, gracias a la intercesión de Angias. Ella y Bressal eran hijos de (Ailill) Tassach, hijo de Eochu Liathán.
Ruithchern, hija del Rey de Iarmuman (y posiblemente Munster), Áed Bennán mac Crimthainn, y hermana de Mór Muman, fue hecha prisionera por los Uí Liatháin y forzada a pastorear ovejas.
En la Batalla de Carn Conaill, los Uí Liatháin se cuentan entre los aliados de Munster del rey Aidne mac Colmáin, una mención rechazada por Byrne, pero comentada extensamente por Seán Ó Coileáin, que lo relaciona con el ciclo de Mór Muman y Ruithchern.
Tanto la madre, Gormgel, y Caillech, esposa del infame Cathal mac Finguine, Rey de Munster y Rey de Tara, eran de Uí Liatháin.

## Siglos posteriores
Una parte sustancial del desaparecido reino fue concedida a la familia De Barry por Juan I de Inglaterra en 1206, pese a que los Uí Meic Tire resistieron desde sus posiciones en el sur durante las siguientes décadas.

## Pedigrí (ilustrativo)
Basado en Rawlinson B 502 y la Vita tripartita Sancti Patricii
```
  Dáire Cerbba / Maine Munchaín
               |
               |___________________________________________________________________________________________
               |                     |                       |                      |                      |
               |                     |                       |                      |                      |
          Fidach 
Fiachu Fidgenid
 Eochu Liathán Uí Duach Argetrois Uí Dedaid
          |                                                  |
          |__________________________                        |___________________________
          |                          |                                                   |
          |                          |                                                   |
Crimthann mac 
Fidaig
 Mongfind = 
Eochaid Mugmedón
 = Cairenn Ailill Tassach
                                          |                  |                           |
                                          |                  |                           |
                                      
Connachta
 
Niall Noígíallach
                   |
                                                             |                  _________|
                                                             |                 |         |
                                                     
Lóegaire mac Néill
 = Angias Bressal mac Ailello
                                                                        |
                                                                        |
                                                               
Lugaid mac Lóegairi
```

## Ramas y apellidos
Las dos ramas más destacadas de los Uí Liatháin fueron las siguientes:

### Uí Meic Caille
Los Uí Meic Caille (Uí Maic Caille), que dieron su nombre a la Baronía de Imokilly, toman su nombre de Meic Caille, hijo de Meic Brócc, hijo de Eochu Liathán.
- Uí Anmchada (Lane, Lyons, Lehane)
- Uí Glaissín (Glashan, Gleason, Gleeson)
- Uí Charráin (Ó Corráin, Curran)

### Uí Thassaig
Estos eran descendientes del mencionado Ailill Tassach, hijo de Eochu Liatháin.
- Uí Meic Tire (Ó Mic Thíre, Mictyre, MacTyre, MacTire, Wolfe, Woulfe)